# Onitis meruensis
Onitis meruensis är en skalbaggsart som beskrevs av Ferreira 1977. Onitis meruensis ingår i släktet Onitis och familjen bladhorningar. Inga underarter finns listade i Catalogue of Life.